# 라니 파드마바티
파드마바티 또는 파드미니는 13~14세기 메와르 왕국의 라니(왕비)였다. 여러 중세 문헌에서 그녀에 대해 언급하고 있지만, 여러 버전이 서로 다르고 많은 현대 역사가들이 전체적인 진위 여부에 의문을 제기하고 있다.
자야시 문헌은 그녀의 이야기를 다음과 같이 묘사한다: 파드마바티는 스리랑카의 싱할라 왕국의 매우 아름다운 공주였다. 치토르 요새의 라지푸트 통치자 라탄 센은 히라만이라는 말하는 앵무새로부터 그녀의 아름다움에 대해 들었다. 그는 모험적인 탐구 끝에 그녀의 손을 잡고 결혼하여 치토르로 데려왔다. 라탄 센은 델리 술탄 알라웃딘 할지에게 붙잡혀 투옥되었다. 라탄 센이 감옥에 있는 동안 쿰발네르 데바팔의 왕은 파드마바티의 아름다움에 매료되어 청혼을 하게 된다. 라탄 센은 치토르로 돌아와 데바팔과 결투를 벌였고 둘 다 죽었다. 알라웃딘 할지는 파드마바티를 얻기 위해 치토르를 포위했다. 치토르가 함락되기 직전, 그녀와 동료들은 자우하르(자결)를 감행하여 칼지의 목표를 무산시키고 명예를 지켰다. 여성들이 자우하르를 하는 동안 병사들은 전장에서 싸우다 전사했다.
힌두교와 자이나교 전승에는 그녀의 삶에 대한 다른 많은 서면 및 구전 전승 판본들이 존재한다. 이러한 버전은 수피 시인 자야시의 버전과는 다르다. 예를 들어 이 판본에서는 라니 파드미니의 남편 라탄 센이 알라웃딘 할지의 포위 공격에 맞서 싸우다 죽고, 그 후 그녀는 자우하르를 하게 된다. 이 판본에서 그녀는 무슬림 침략자에 맞서 자신의 명예를 지킨 힌두 라지푸트 왕비로 묘사된다. 수년에 걸쳐 그녀는 역사적 인물로 인식되어 여러 소설, 연극, 텔레비전 연재물 및 영화에 등장했다.

### 인용주
1. ↑  According to historian Lokendra Singh Chundawat (spokesperson of Jauhar Sewa Sansthan),[2] Padmini was not from Sri Lanka but she was born in Pungal Pradesh, an area between Bikaner and Jaisalmer.[3][4]

### 참조주
1. ↑  Ram Vallabh Somani 1976, 103쪽: "As regards item no.1, Kr Quanago does not seem to be right in thinking that Jayasi originated the story of Padmini. We have got the following points to disprove the above contention:-
(a) Jayasi himself has mentioned that he has taken the story from the poet Bain.
(b) We find this story in Chittai Charita composed at Sarangpur (M.P) in 1526 A.D.,a few years earlier to the composition of Padmavat by Jayasi.
(c) Hemaratain wrote Gora Badal Chaupai, only a few years after Jayasi, He has mentioned the
two names of other poets, namely Hetamadan and Kavimala, whose work he had seen. This proves that during the time of Jayasi, several versions of this story were already known
2. ↑  “ASI covers plaque outside Padmini Mahal that states Khilji saw the queen”. 《The Times of India》. 2017년 11월 27일. 2021년 11월 16일에 원본 문서에서 보존된 문서. 2021년 11월 16일에 확인함.
3. ↑  “Padmavati row: Was Padmini a fictional character or a queen who enamoured Khilji?”. 《Hindustan Times》. 2017년 2월 3일. 2021년 11월 13일에 원본 문서에서 보존된 문서. 2021년 11월 14일에 확인함.
4. ↑  “"Khilji did not attack Chittor for Padmini"”. 《The Times of India》. 2017년 2월 15일. 2018년 11월 1일에 원본 문서에서 보존된 문서. 2018년 4월 25일에 확인함.